# Garfield: His 9 Lives
Garfield: His 9 Lives is de achtste tv-special gebaseerd op de strip Garfield.
De special verscheen in 1984 in boekvorm en in 1988 als tv-special. In beide gevallen worden de 9 levens van Garfield getoond in verschillende tijden.
De boekversie had een serieuzere ondertoon dan de doorsnee Garfield-boeken. Om die reden werd in sommige bibliotheken het boek verplaatst naar de volwassenenafdeling.

## Samenvattingen

### Het boek
- "In the Beginning" 
 Dit toont hoe Garfield werd gecreëerd. Dit is niet echt een van zijn levens, maar meer een voorwoord.
- "Cave Cat" 
 In de steentijd verlaat de eerste kat de zee en wordt gedomesticeerd.
- "The Vikings" 
 Een groep Vikingen waaronder Garfield the Orange berooft de stad Saint Paul.
- "Babes and Bullets" 
 De harde detective Sam Spayed (Garfield) onderzoekt een moord. Dit verhaal werd later omgezet in de tv-special Garfield's Babes and Bullets.
- "The Exterminators" 
 een trio van Three Stooges-achtige katten jagen op een muis, met alle gevolgen van dien.
- "Lab Animal" 
 in een geheim overheidslab krijgt de levensvorm 19-GB een ongewone injectie.
- "The Garden" 
 speelt zich af in een Wonderlandachtige omgeving.
- "Primal Self" 
 een oranje huiskat komt oog in oog te staan met het kwaad….
- "Garfield" 
 de hedendaagse Garfield (die we ook uit de strips kennen) ontmoet voor het eerst Jon, Odie en Lasagne.
- "Space Cat" 
 In de toekomst vecht onze held tegen een groep aliens.

### De tv-special
- "In the Beginning" 
 in tegenstelling tot de rest van de special bestaat dit gedeelte uit live-action beelden.
- "Cave Cat" 
 De grotkat verrijst uit de zee en past zich aan aan het leven op het land.
- "King Cat" 
 In het oude Egypte ontdekt de heilige kat van de Farao wat er met hem zal gebeuren als de Farao sterft.
- "In The Garden" 
 Garfield en een meisje erven een tuin van een oom die bij het circus is gaan werken. Er zit ook een doos bij die ze niet mogen openen. Maar de twee worden al snel nieuwsgierig….
- "Court Musician" 
 de koning eist een concerto van Händel (hier met als bijnaam “Freddie”), en het kan maar beter goed zijn….
- "Stunt Cat" 
 Garfield doet tijdelijk dienst als stunt invaller voor Krazy Kat. Garfield verklaard dat dit leven het kortst was van allemaal.
- "Diana's Piano"
- "Lab Animal": 
 Deze clip toont waarom Garfield zo'n angst heeft voor naalden. Midden 20e eeuw wordt een kat geïnjecteerd met een experimenteel militair serum.
- "Garfield" 
 Toont de hedendaagse Garfield. We zien hier hoe hij werd gekocht door Jon, zijn eerste ontmoeting met Odie (die in deze special wordt gekocht door Jon en niet eerst van Lyman is) en een clip van een inmiddels oud geworden Garfield die zijn nakomelingen vertelt over zijn leven.
- "Space Cat" 
 een preview over Garfields toekomstige leven in de ruimte.

## Rolverdeling
| Acteur             | Personage                                            |
| ------------------ | ---------------------------------------------------- |
| Lorenzo Music      | Garfield                                             |
| Thom Huge          | Jon / Caveman #1 / "Junior" / Soldier / Computer     |
| Gregg Berger       | Odie / Jester / Scientist #1 / Narrator: Cave Cat    |
| Desirée Goyette    | Chloe / Sara: Diana's Piano                          |
| Nino Tempo         | Luigi / Black Bart                                   |
| Hal Smith          | George Frideric Handel / Larry: Lab Animal           |
| Sandi Huge         | Garfield's Mom: Garfield / Sara's Mom: Diana's Piano |
| Carolyn Davis      | Old Sara: Diana's Piano                              |
| Frank Welker       | Mendelson                                            |
| C. Lindsay Workman | God-Garfield                                         |
| Heather Kerr       |                                                      |
| Ed Bogas           |                                                      |